# Cẩm địa
Cẩm địa (danh pháp hai phần: Kaempferia rotunda) là loài thực vật thuộc chi Địa liền.
Cẩm địa được tìm thấy ở các bộ phận khác nhau của Ấn Độ và khu vực liền kề nhưng hiếm khi trong hoang dã. Cây này được chuẩn bị chu đáo trong các vườn ươm thảo dược nhỏ để ứng dụng trong việc chuẩn bị thuốc. Như tên tiếng Phạn của nó 'Bhoomi Champa (nở từ bên trong trái đất) ngụ ý, chàm màu hoa nở ngay từ bên trong đất. Trong thực tế, hoa nở trước sớm hơn nhiều so với chụp lá màu trắng. Cả hoa và lá không bao giờ có thể nhìn thấy cùng một lúc.

## Hình ảnh

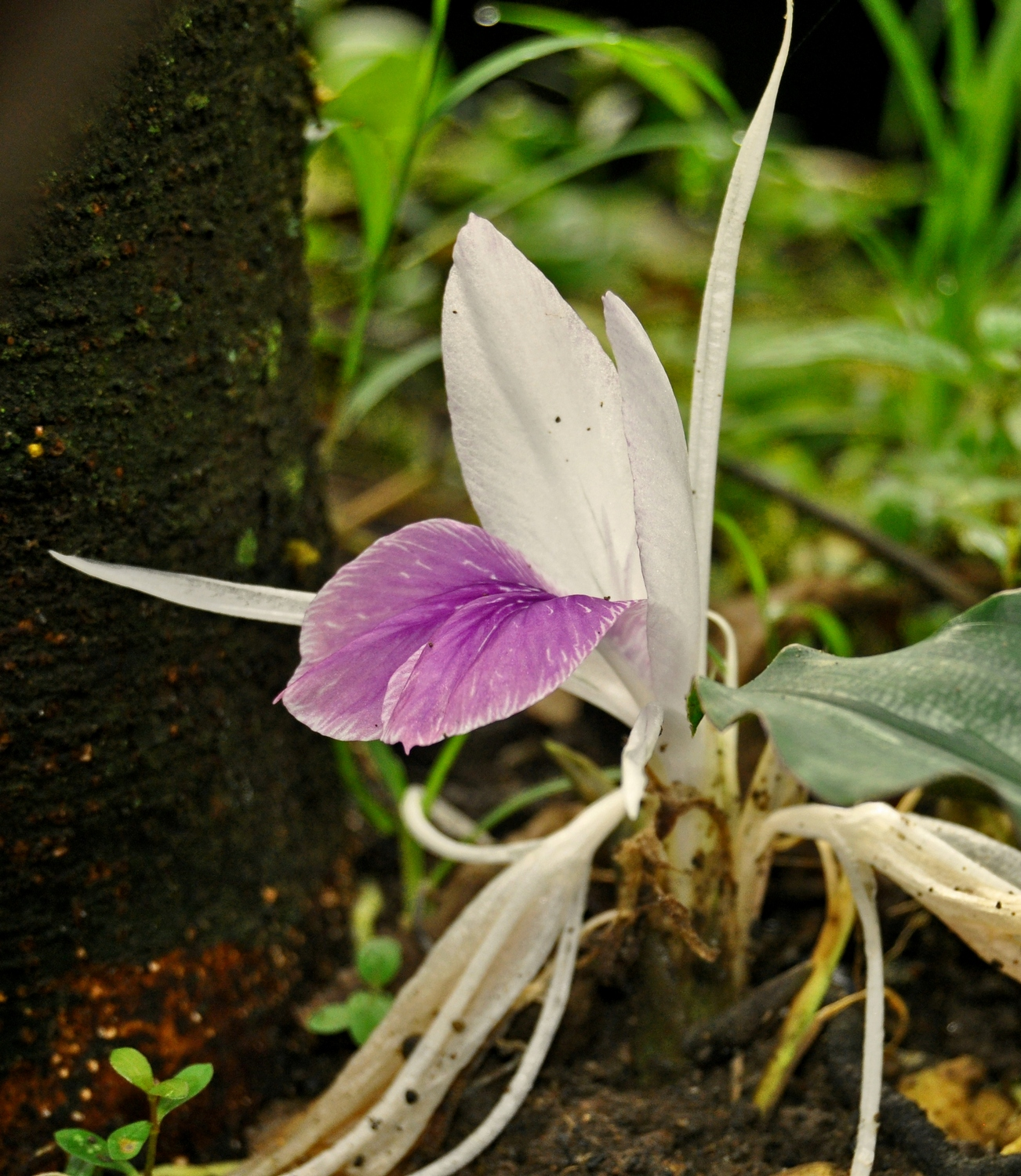
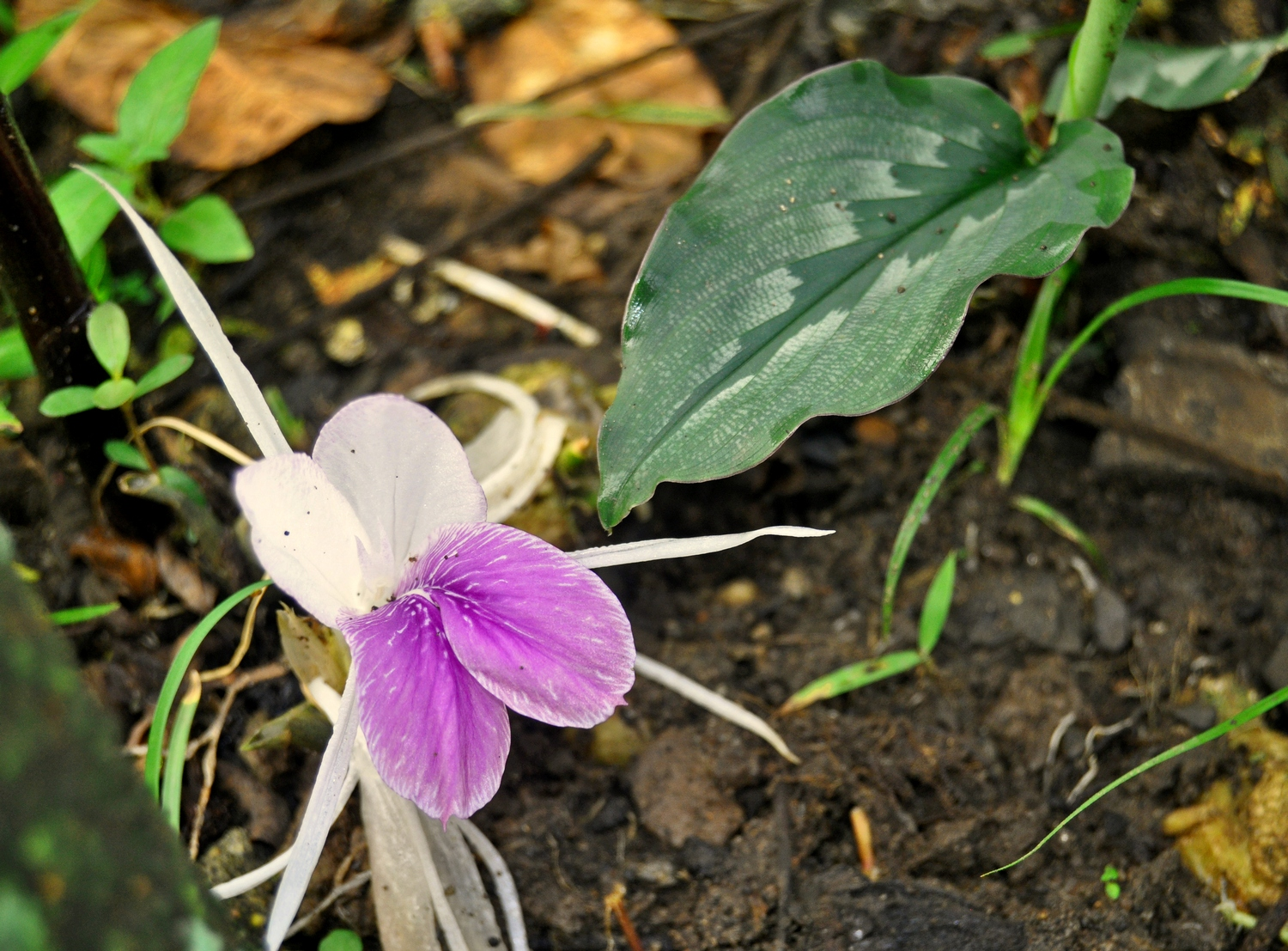
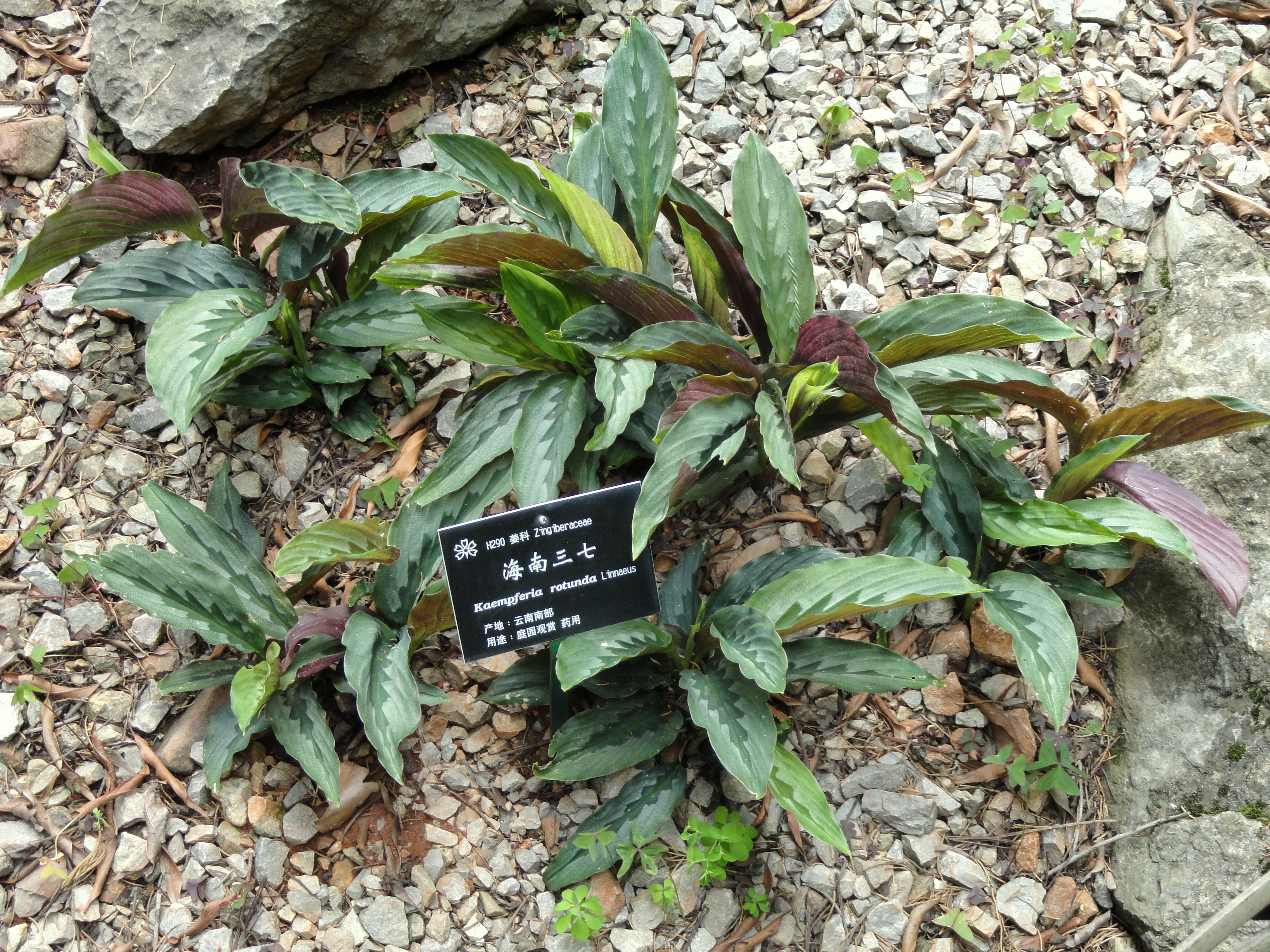
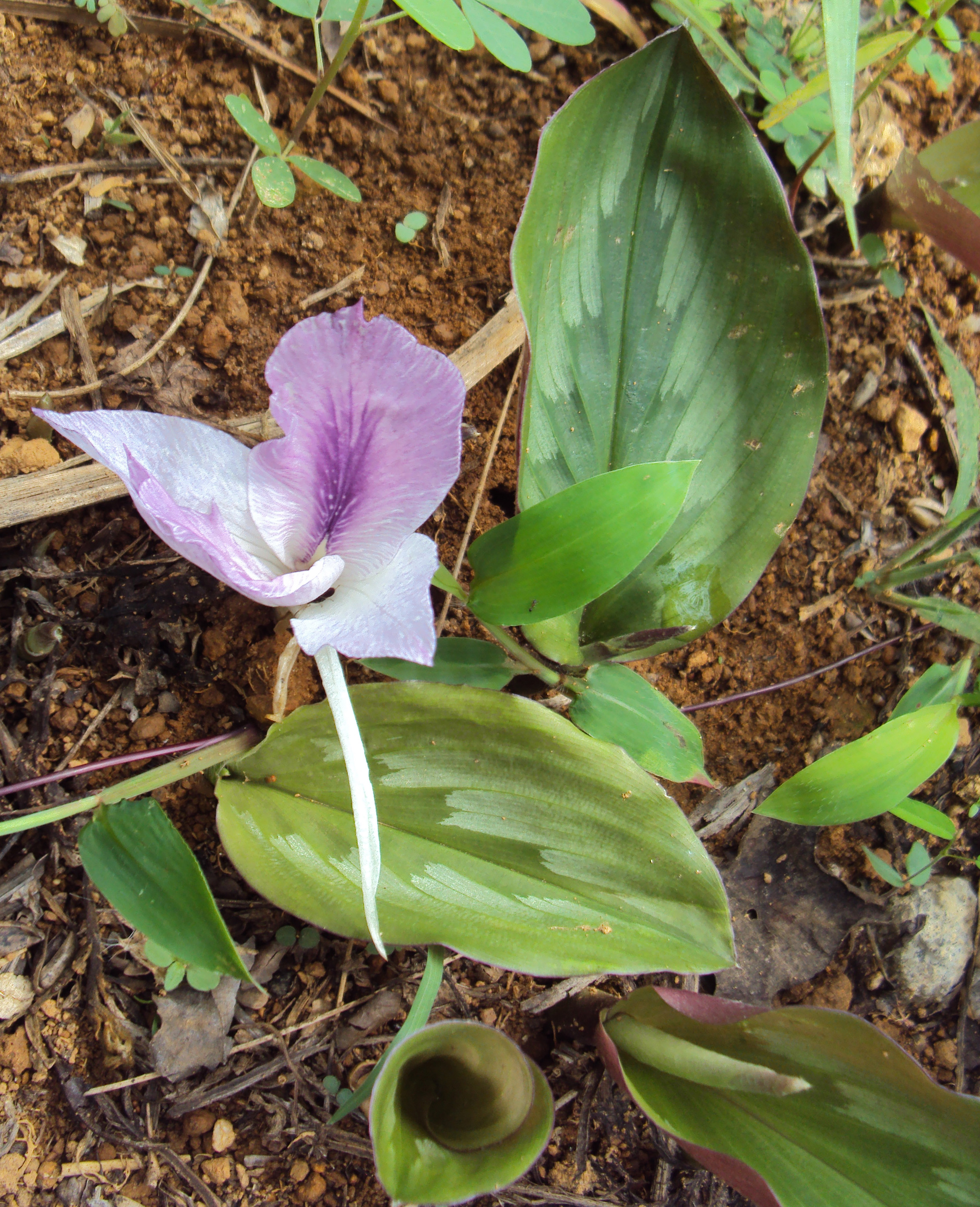